# Günther Binding
Günther Binding (* 6. März 1936 in Koblenz) ist ein deutscher Kunsthistoriker mit dem Spezialgebiet Architekturgeschichte des Mittelalters.

## Leben
Günther Binding, Bruder des späteren Bildhauers Wolfgang Binding und Onkel der Malerin Stephanie Binding, besuchte Volksschulen in Hildesheim und Arnsberg und machte 1955 am Kölner Apostelgymnasium Abitur. Er studierte nach drei Semestern Kunstgeschichte an der Universität zu Köln Architektur an der TH Aachen und später Kunstgeschichte, Geschichte und Archäologie in Bonn. 1959 wurde er in das Begabtenförderprogramm der Studienstiftung des deutschen Volkes aufgenommen. Nach dem Diplomabschluss 1960 wurde er 1962 bei Willy Weyres zum Dr.-Ing. promoviert; seine Dissertation hatte das Thema Burg Münzenberg in der Wetterau. 1963 folgte die Promotion bei Herbert von Einem in Bonn zum Dr. phil. mit der Arbeit Die Pfalz Kaiser Friedrich Barbarossas in Gelnhausen und die frühstaufische Baukunst im Rhein-Main-Gebiet. Zwischenzeitlich war er als Architekt tätig, zuerst bei Wilhelm Riphahn zur Zeit von dessen Bau des Wi-So-Traktes der Kölner Universität. Es folgte bis 1964 freiberufliche Tätigkeit: Wohnhäuser, Ausgrabungen und Restaurierungen in Hessen.
Von 1964 bis 1970 leitete Binding als Leiter der Bezirksstelle Niederrhein Ausgrabungen des Rheinischen Landesmuseums Bonn. 1966–1969 hatte er einen Lehrauftrag für Bauforschung an der Universität zu Köln. 1969 habilitierte er sich mit der Arbeit Burg und Stift Elten am Niederrhein an der Universität zu Köln und wurde 1970 dort Wissenschaftlicher Rat und Professor. Seit 1974 war er ordentlicher Professor für Kunstgeschichte und Stadterhaltung, Direktor des Kunsthistorischen Instituts mit der Abteilung Architekturgeschichte.
In seinem Haupt-Forschungsgebiet, der Baugeschichte des Mittelalters, ist die Standardisierung der Fachsprache sein besonderes Anliegen. Sein 1980 veröffentlichtes Werk Architektonische Formenlehre ist ein Standardwerk zur Architekturbeschreibung.
An der Universität Köln hatte er von 1979 bis 1981 das Amt des Dekans der Philosophischen Fakultät und 1981 bis 1983 das des Rektors inne, gefolgt von der damals üblichen Zeit als Prorektor. 1982 bis 1984 war er Vizepräsident der Westdeutschen Rektorenkonferenz.
Von der Stadt Köln wurde Binding 2007 in den Wissenschaftlichen Beirat zur Archäologischen Zone in Köln berufen. Im Streit mit dem Projektleiter Sven Schütte trat Binding im März 2008 wieder zurück.
Seit dem 31. März 2001 ist Günther Binding emeritiert.
Günther Binding ist verheiratet, hat drei Kinder und lebt in Bergisch Gladbach.

## Auszeichnungen und Mitgliedschaften
- 1966 Ruhrpreis für Kunst und Wissenschaft der Stadt Mülheim an der Ruhr
- 1986 Josef-Humar-Preis des Zentralverbandes der Deutschen Haus-, Wohnungs- und Grundeigentümer
- 1986 Kalinowski-Medaille des Generaldirektors der polnischen Werkstätten für Denkmalpflege (PKZ)
- 1987 Rheinlandtaler des Landschaftsverbandes Rheinland

Seit 1999 ist er korrespondierendes Mitglied der Sächsischen Akademie der Wissenschaften zu Leipzig, seit 2002 korrespondierendes und 2005 ordentliches Mitglied der Wissenschaftlichen Gesellschaft an der Johann-Wolfgang-Goethe-Universität Frankfurt am Main.

## Veröffentlichungen (Auswahl)
- mit Udo Mainzer, Anita Wiedenau: Kleine Kunstgeschichte des deutschen Fachwerkbaus. Wissenschaftliche Buchgesellschaft, Darmstadt 1975 (2. erweiterte und veränderte Auflage 1977), ISBN 3-534-06900-5.
- mit Barbara Löhr: Kleine Kölner Baugeschichte. Bachem, Köln 1976, ISBN 3-7616-0313-4.
- Architektonische Formenlehre. Wissenschaftliche Buchgesellschaft, 1. Auflage Darmstadt 1980, 4. überarbeitete Auflage 1999, 8. unveränderte Auflage 2019, ISBN 978-3-534-27143-6.
- mit Barbara Kahle: 2000 Jahre Baukunst in Köln. Bachem, Köln 1983, ISBN 3-7616-0672-9.
- mit Matthias Untermann: Kleine Kunstgeschichte der mittelalterlichen Ordensbaukunst in Deutschland. Wissenschaftliche Buchgesellschaft, Darmstadt 1985, ISBN 3-534-08012-2.
- Maßwerk. Wissenschaftliche Buchgesellschaft, Darmstadt 1989, ISBN 3-534-01582-7.
- Das Dachwerk auf Kirchen im deutschen Sprachraum. Vom Mittelalter bis zum 18. Jahrhundert. Deutscher Kunstverlag, München 1991, ISBN 3-422-06068-5.
- Baubetrieb im Mittelalter. Wissenschaftliche Buchgesellschaft, Darmstadt 1993, ISBN 3-534-10908-2.
- Deutsche Königspfalzen. Von Karl dem Großen bis Friedrich II. (765–1240). Wissenschaftliche Buchgesellschaft, Darmstadt 1996, ISBN 3-89678-016-6.
- Der früh- und hochmittelalterliche Bauherr als sapiens architectus. 2. Auflage. Wissenschaftliche Buchgesellschaft, Darmstadt 1998, ISBN 3-534-14248-9.
- mit Andreas Speer (Hrsg.): Abt Suger von Saint-Denis, Ausgewählte Schriften. Wissenschaftliche Buchgesellschaft, Darmstadt 2000, ISBN 3-534-11320-9.
- mit Susanne Linscheid-Burdich: Planen und Bauen im frühen und hohen Mittelalter. Wissenschaftliche Buchgesellschaft, Darmstadt 2002, ISBN 3-534-15489-4.
- Meister der Baukunst. Geschichte des Architekten- und Ingenieurberufes. Primus, Darmstadt 2004, ISBN 3-89678-497-8.
- Wanderung von Werkmeistern und Handwerkern im frühen und hohen Mittelalter. Unter besonderer Berücksichtigung des Rhein-Main-Gebietes (= Sitzungsberichte der Wissenschaftlichen Gesellschaft an der Johann-Wolfgang-Goethe-Universität Frankfurt am Main. Band 43, Nr. 1). Steiner, Stuttgart 2005, ISBN 3-515-08669-2.
- Als die Kathedralen in den Himmel wuchsen. Bauen im Mittelalter. Primus, Darmstadt 2006, ISBN 3-89678-283-5.
- Antike Säulen als Spolien in früh- und hochmittelalterlichen Kirchen und Pfalzen: Materialspolie oder Bedeutungsträger? (= Sitzungsberichte der Wissenschaftlichen Gesellschaft an der Johann-Wolfgang-Goethe-Universität Frankfurt am Main. Band 45, Nr. 1). Steiner, Stuttgart 2007, ISBN 978-3-515-08999-9.
- Methoden und Probleme bei der Datierung von mittelalterlichen Bauwerken (= Sitzungsberichte der Wissenschaftlichen Gesellschaft an der Johann-Wolfgang-Goethe-Universität Frankfurt am Main. Band 47, Nr. 3). Steiner, Wiesbaden 2009, ISBN 978-3-515-09607-2.
- Die Michaeliskirche in Hildesheim und Bischof Bernward als sapiens architectus. Wissenschaftliche Buchgesellschaft, Darmstadt 2013, ISBN 978-3-534-25799-7.
- Bauvermessung und Proportion im frühen und hohen Mittelalter. Hiersemann, Stuttgart 2015, ISBN 978-3-7772-1513-6.